# Charles Oman

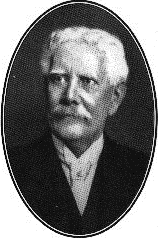
Charles Oman, Aufnahme von 1940

Sir Charles William Chadwick Oman (* 12. Januar 1860 im Muzzaffarpur Distrikt, Tirhut, Indien; † 23. Juni 1946 in Oxford) war ein britischer Militärhistoriker mit Schwerpunkt für das Mittelalter und die Napoleonische Kriege.

## Leben
Oman war der Sohn eines Plantagenbesitzers in Indien und studierte an der Universität Oxford bei William Stubbs. Von 1881 an war er Fellow des All Souls College. 1905 wurde er Chichele Professor of Modern History in Oxford als Nachfolger von Montagu Burrows.
Oman ist als Militärhistoriker bekannt für seine Geschichte des Peninsular War und andere Beiträge zur Napoleonischen Militärgeschichte. Außerdem verfasste er vielbeachtete Monographien zur Rekonstruktion der Kriegführung im Mittelalter, wie auch über Kriegführung im 16. Jahrhundert. Er befasste sich aber auch mit vielen anderen Themen, wie antiker Geschichte, Münzen, Burgen in Wales und England.
Er war als Konservativer 1919 bis 1935 für die Universität Oxford Mitglied des britischen Parlaments.
1905 wurde er Fellow der British Association sowie der British Academy. 1936 wurde er Honorary Fellow des New College in Oxford, und er war Ehrendoktor in Oxford (1926), Edinburgh (1911) und Cambridge (1927). 1920 wurde er geadelt (KBE). 1917 bis 1921 war er Präsident der Royal Historical Society und er war auch Präsident der Numismatic Society und des Royal Archaeological Institute.
Seine Tochter Carola Oman (1897–1978) war ebenfalls Historikerin und schrieb unter anderem eine Biographie über Nelson. Sein Sohn Charles Chicele Oman schrieb über Antiquitäten, besonders über Objekte aus Silber, und war Keeper für Metallarbeiten im Victoria und Albert Museum.
Er ist nicht mit dem Wirtschaftswissenschaftler Charles P. Oman (* 1948) zu verwechseln.

## Schriften (Auswahl)

### Als Autor
Aufsätze
- Alfred as a Warrior. In: Alfred Bowker, Frederic Harrison (Hrsg.) Alfred The Great. Containing chapters on his kife and times. A. C. Black, London 1899.
- The Hundred Days, 1815. In: Adolphus W. Ward (Hrsg.): Napoleon (= The Cambridge Modern History, Band 10). CUP, Cambridge 1969 (Nachdruck d. Ausg. London 1906).
- The Duke of Wellington. In: Fossey J. Hearnshaw (Hrsg.): Political Principles of Some Notable Prime Ministers of the Nineteenth Century. Macmillan, London 1936 (Nachdruck d. Ausg. London 1926)

Bücher
- A history of the Art of War. Greenhill Books, London 1998 (Nachdruck d. Ausg. London 1924)

1. 378–1278 A.D. ISBN 1-85367-331-5.
2. 1278–1485 A.D. ISBN 1-85367-332-3.

- The Art of War in the Middle Ages 378-1515. Blackwell, Oxford 1885.
- A History of Greece From the Earliest Times to the Death of Alexander the Great. 7. Auflage. Longmans Green, London 1900 (EA London 1888).
- Warwick, the Kingmaker. Books for Libraries Press, New York 1970 (Nachdruck d. Ausg. London 1891).
- The Story of the Byzantine Empire. Unwin, London 1915 (Nachdruck d. Ausg. London 1892)
- The Dark Ages 476–918 (= Periods of European History). 7. Auflage. Rivington Press, London 1962 (Nachdruck d. Ausg. London 1893)
- England in the Nineteenth Century. Longmans Green, London 1900.
- Seven Roman Statesmen of the Later Roman Republic. Tiberius Sempronius Gracchus, Gaius Sempronius Gracchus, Sulla, Crassus, Cato, Pompey, Caesar. Books for Libraries, New York 1971 (Nachdruck d. Ausg. London 1902)
- England and the Hundred Years War. 1327–1485 A.D. (= The Oxford Manuals of British History, Band 3). Scribner´s, New York 1903 (Nachdruck d. Ausg. New York 1898)
- The Great Revolt of 1381. Greenhill Books, London 1989. ISBN 1-85367-045-6 (Nachdruck d. Ausg. Oxford 1906).
- The History of England from the Accession of Richard II. to the Death of Richard III. (1377–1485) (= The Political History of England, Band 4). Longmans Green, London 1969 (Nachdruck d. Ausg. London 1906)
- |Wellington’s Army, 1809–1814, Longmans Green, London 1912.
- The Outbreak of the War of 1914–1918. A Narrative Based Mainly on British Official Documents. His Majesty´s Stationery Office, London 1919.
- The Unfortunate Colonel Despard & Other Studies. E. Arnold, London 1922.
- British Castles. Dover Publ., New York 1989, ISBN 0-4862-6086-0 (Nachdruck d. Ausg. London 1926)
- Studies in the Napoleonic Wars (= Napoleonic Library; Band 6). Greenhill Books, London 1987. ISBN 0-947898-63-8 (Nachdruck d. Ausg. London 1929).
- The Coinage of England. Pordess Press, London 1967 (Nachdruck d. Ausg. London 1931)
- Things I Have Seen. Methuen, London 1933.
- A History of the Art of War in the Sixteenth century. Greenhill Books, London 1987. ISBN 0-947898-69-7 (Nachdruck d. Ausg. New York 1937)
- The Sixteenth century. Methuen, London 1936.
- On the Writing of History. Methuen, London 1939.
- Memories of Victorian Oxford and of Some Early Years. Methuen, London 1941.
- The Lyons Mail. Being an account of the crime of April 27 1796 (Floréal 8 an IV) and of the trials which followed; a study of personalities and of evidence, as also of judicial procedure, under the first French republic. Methuen, London 1945.

### Als Herausgeber
- A History of England. 2. Auflage. London 1919 (8 Bände, EA London 1895)
- History of the Peninsular War. Clarendon Press, Oxford 1902/30 (7 Bände)